# 天主教佩爾普林教區
天主教佩爾普林教區（拉丁語：Dioecesis Pelplinensis）是波蘭一個羅馬天主教教區。教座位於佩爾普林。屬格但斯克總教區。
始於1243年7月29日，稱為庫爾姆教區，1992年3月25日易名至今。
2011年，在當地781,600人口中，有教友731,800人，佔轄區總人口93.6%、290個堂區、561名司鐸、1名執事、66名修士、102名修女。現任主教為利則·卡瑟納，輔理主教為阿爾卡迪烏什·奧克羅伊，榮休輔理主教為伯多祿·克魯帕。